# Kancsalság

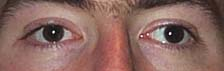
A bal szem nagy mértékű kancsalítása

A kancsalság vagy szemtengelyferdülés (latinul strabismus) egy többnyire gyerekkorban kezdődő szembetegség, amire jellemző, hogy a két szem nem tud ugyanoda nézni, ezért nem jön létre kétszemes látás. Főleg gyerekek betegsége. Habár kívülről is látszik, a kancsalság nem tekinthető pusztán szépséghibának, hiszen a térlátás hiányáról van szó. Emellett a két szem két különböző képet lát, és kettőslátás alakul ki. A gyerekek agya ezen úgy segít, hogy a gyengébb szemből érkező jeleket kiszűri. Felnőttkorban szerzett kancsalság esetén az agy már nem képes erre; a felnőttként kancsallá váltak kettős látásra panaszkodnak. Ha nem kezelik időben, akkor a kancsal szem tompalátóvá válik, azaz semmilyen korrekcióval sem lehet jól látni vele. Egyéves korig élettaninak tekinthető, ez után azonban kezelni kell.
Olykor az asztigmatizmust is szokták – helytelenül – szemtengelyferdülésnek nevezni.

## Típusai
- Rejtett kancsalságról (heterophoria) van szó, ha a két szem csak fixáláskor néz ugyanoda. Takarásos vizsgálattal mutatható ki, és hasábbal mérhető. A kis fokú rejtett kancsalságot nem tekintik kórosnak. Ha nagy fokú, akkor szemfáradást okoz, ezért oki kezelést végeznek, vagy ha az nem lehetséges, hasábos szemüveggel korrigálják, vagy műtéttel igazítják ki. Okai lehetnek: vérszegénység, a pajzsmirigy túlműködése, vagy kimerülés.
- Manifeszt kancsalság, más néven valódi kancsalság (strabizmus, heterotropia): a két szem nem tud ugyanoda nézni. Jól láthatóan kancsalítással, és a térlátás hiányával jár együtt. Szűkebb értelemben ezt nevezik kancsalságnak. Lehet egyszemes (monokuláris), vagy váltó (alternáló) kancsalság.

A kancsalság nagyságát a kancsalság szögével mérik. A kancsalsági szög a fixáló szem és a kancsalító szem nézési iránya által bezárt szög. Az egészséges szem kancsalságának mértéke 0 fok (orthotropia). Ha távolra nézéskor a kancsalsági szög állandó, akkor a kancsalság konkomitáns; ha függ a nézési iránytól, akkor inkomitáns. Ezeken belül további szindrómák különíthetők el.
A fúzió a térlátás kialakulásának egy lépése, a két szem által alkotott képek egybeolvasztását jelenti. A kancsalság intermittáló, ha a fúzió részben működik, és állandó, ha a fúzió hiányzik.
A külső szemlélőnek leginkább a kancsalság iránya tűnik fel. 
- Befelé kancsalítás, esotropia, strabismus convergens
- Kifelé kancsalítás, exotropia, strabismus divergens
- Felfelé kancsalítás, hypertropia, strabismus verticalis
- Lefelé kancsalítás, hypotropia, strabismus verticalis
- Elfordulásos kancsalság, strabismus rotatorius. Ha az elforgás befelé történik, akkor incyclotropia, ha kifelé, akkor excyclotropia.

Mindezek tetszőlegesen kombinálódhatnak is.

## Okai
A kancsalságnak mint rendellenes reflextevékenységnek lehetnek érzékelési vagy mozgási okai. Veleszületett is lehet.
- Fénytörési hibák, távollátás, anizometrópia. A távollátók 4%-ánál kancsalság is kialakul
- Az alkalmazkodás és a konvergencia szoros kapcsolata
- Csökkent vagy hiányzó fúziós képesség
- Szemizom-anomáliák, -bénulások
- Organikus szemészeti elváltozások (szürke hályog, retinoblastoma)
- Agyi károsodások (agyvérzés, vírusfertőzés)
- A tentorium cerebelli (kisagysátor) két lemeze között futó szemmozgató idegekre ható nyomás a membránban lévő kóros feszültség következtében.

A bénulás okai lehetnek a idegrendszeri elváltozások (központi, környéki vagy az izom beidegzésében), de okozhatják sérülések, gyulladások, daganatok, mérgezés, keringési zavar vagy fejlődési rendellenesség. A bénulás érintheti a fixáló vagy a kancsal szemet.
Egy tényező önmagában még nem feltétlenül okoz kancsalságot, de ha több feltétel is teljesül, akkor a kancsalság megjelenése valószínűbb.

## Következményei
A kancsalság elváltozásokat okoz a látásban és a szemizmok mozgásában.
Mivel az egyik szemből érkező kép elvész, térlátás nem alakul ki. Az állandó egyszemes kancsalság emellett tompalátást okoz. Ez azt jelenti, hogy úgy leromlik a kancsal szem látásélessége, hogy nem is lehet helyrehozni, vagy korrigálni. A váltott szemes kancsalságban a tompalátás helyett nem a két szem sárgafoltja között jön létre kapcsolat, hanem az egyik szem sárgafoltja a másik szem sárgafolton kívüli területével fog együttműködni. Ez az anomális retina korrespodencia.
Azoknál a szemizmoknál, amik állandóan meg vannak rövidülve, rögzül a tartósan rövid állapot, és elernyedve is rövidek maradnak. A szervi rövidülés általában nem érinti az adott izom teljes keresztmetszetét, illetve hosszát.
A bénulásos kancsalságot a beteg kényszerfejtartással, vagy azzal kompenzálja, hogy a bénult szemével fixál. A nagyobb kancsalsági szög miatt ilyenkor könnyebben elnyomható a kancsalító szemből érkező kép. A kényszerfejtartás iránya megegyezik a bénult izom működésének irányával.
Ezek az elváltozások a kancsalság gyógyítását is megnehezítik.
Minél erősebbek, és minél inkább rögzültek, annál nehezebb a kancsalságot gyógyítani.

## Felismerése
Kancsalságra ad gyanút, ha a két szem sohasem néz ugyanoda. Egyéves kor alatt a két szem mozgása még nincs összehangolva, ezért nehéz megállapítani, hogy a baba tudna-e mindkét szemével ugyanoda nézni.
Kancsalság gyanúja esetén több vizsgálatot is elvégeznek azért, hogy felismerjék, a vizsgált személy valóban kancsal-e, és ha igen, akkor mennyire.
A takarásos próbában két és fél éves kor alatt először az egyik, majd a másik szemet takarják, és figyelik, hogy a takarás után elmozdul-e a szem valamelyik irányba. Ezt az elmozdulást beállító mozgásnak nevezik. Tompalátásra ad gyanút, ha a gyerek tiltakozik a takarás ellen.
Két és fél éves kor fölött megvizsgálják a látásélességet képekkel, Landolt-gyűrűkkel (elforgatott C betűk), vagy Snellen-kampókkal (elforgatott E betűk). Ha a gyerek (még) nem beszél, akkor kis karton E-t vagy C-t adnak a kezébe, amit a látott irányba fordít, mivel ebben az életkorban a gyerek még nem tudja kéztartását megfelelően szabályozni. Ezután végzik a takarásos próbát, amiben a gyerek egy távoli, majd egy közeli pontot néz, és a vizsgálatot végző személy eltakarja az egyik, majd a másik szemet, figyelve, hogy a takaratlan szem nem végez-e beállító mozgást. A rejtett kancsalságot többszöri váltott takarással vizsgálják, amiben a váltás olyan hirtelen történik, hogy a két szemnek nincs ideje a kétszemes fixálásra. A beállító mozgás jelenléte rejtett kancsalságra utal. A takarásos próba alkalmas a fixálás módjának meghatározásához is, de a fixálás helye szemtükörrel állapítható meg.
A kancsalság nagyságát a corneális reflexkép helyzete alapján becsülik, és Maddox cilinderrel mérik. A prizmalécet a vizsgált szem elé helyezik, és újra elvégzik a takarásos próbát. A prizma erősségét addig fokozzák, amíg a beállító mozgás nem észlelhető. A kancsalság foka ennek az erősségnek a fele. A szöget minden irányban lemérik, és nagyságát közelre, illetve távolra tekintéskor is meghatározzák. A közeli vizsgálathoz egy három dioptriás szemüveglencsét is használnak.
Az érzőműködés vizsgálatára a négy pont próbát, más néven a Worth-tesztet használják. A jobb szem vörös, a bal zöld lencsét kap. A vizsgált személytől öt méter távolságban négy pontot mutatnak, amiből egy zöld, egy fehér, és egy vörös. A vizsgált személynek meg kell mondania, hogy hány és milyen színű pontot lát. Ha kancsal, akkor csak zöld vagy vörös pontokat lát.
Mindezek mellett átvizsgálják a szemet, és a szemfeneket, továbbá vizsgálják a pupilla reakcióit, bénulás és a divergenciahiánya esetén neurológiai vizsgálatokat is végeznek.

## Kezelése
A kancsalság kezelése évekig is eltarthat, ezért a család és az orvos hosszú távú együttműködésére van szükség.
A kezelés egyszemes kancsalság esetén a nem kancsal szem takarásával kezdődik. Ügyelni kell arra, hogy a jól látó szem ne legyen egy hétnél tovább állandóan takarva, mert akkor az eredetileg jól látó szem válhat tompalátóvá (okklúziós amblyopia). A takarást hetente egy fél napra szokták megszakítani. Ez a fázis addig tart, amíg a kancsal szem vissza nem nyeri teljes látóélességét. A jó látóélességet a kancsalság alternálóvá válása jelzi.
A váltó, vagy váltóvá vált kancsalság kezelését váltott takarással kezdik az anomális retina korrespodencia kialakulásának megakadályozására, illetve megszüntetésére. Ha ezeket kiküszöbölték, akkor a gyerek szemüveget kap, ami a kancsal szemet közelre, a fixáló szemet távolra korrigálja (monovíziós technika). Már csecsemők is kaphatnak szemüveget, amit a teljes látóélesség eléréséig viselniük kell.
A teljes látóélesség elérése után megműtik a kancsal szemet. Legjobb a három-négyéves kor, mert ekkor még lehetséges a térlátás kialakulása. A térlátás kialakulását szemtornával segítik. A műtét célja a kancsalság kiküszöbölése, illetve öt fok alá csökkentése. Utána újra megvizsgálják a szemet, és az akkor fennálló állapottól függően adnak új szemüveget. A maradék konkontamináló kancsalságot hasábos, az inkontaminálót bifokális szemüveggel korrigálják. Az eredetileg is kis mértékű, vagy rejtett kancsalságot szintén így korrigálják.
A bénulásos kancsalság vizsgálata és kezelése csapatmunkát igényel. Az első tünetek észlelésétől kezdve egy évet várnak az állandó állapot kialakulásához. Műtét után, ha szükséges, hasábos szemüveggel korrigálják a maradék kancsalságot.

## Lásd még
- Állati kancsalság

## További információ
- Huszár Endre: Kancsalságról. Buda, 1843. Online
- Kancsalság tünetei és kezelése
- Kancsalság - tünetek és kezelés